# Abreuvoir La Moisson

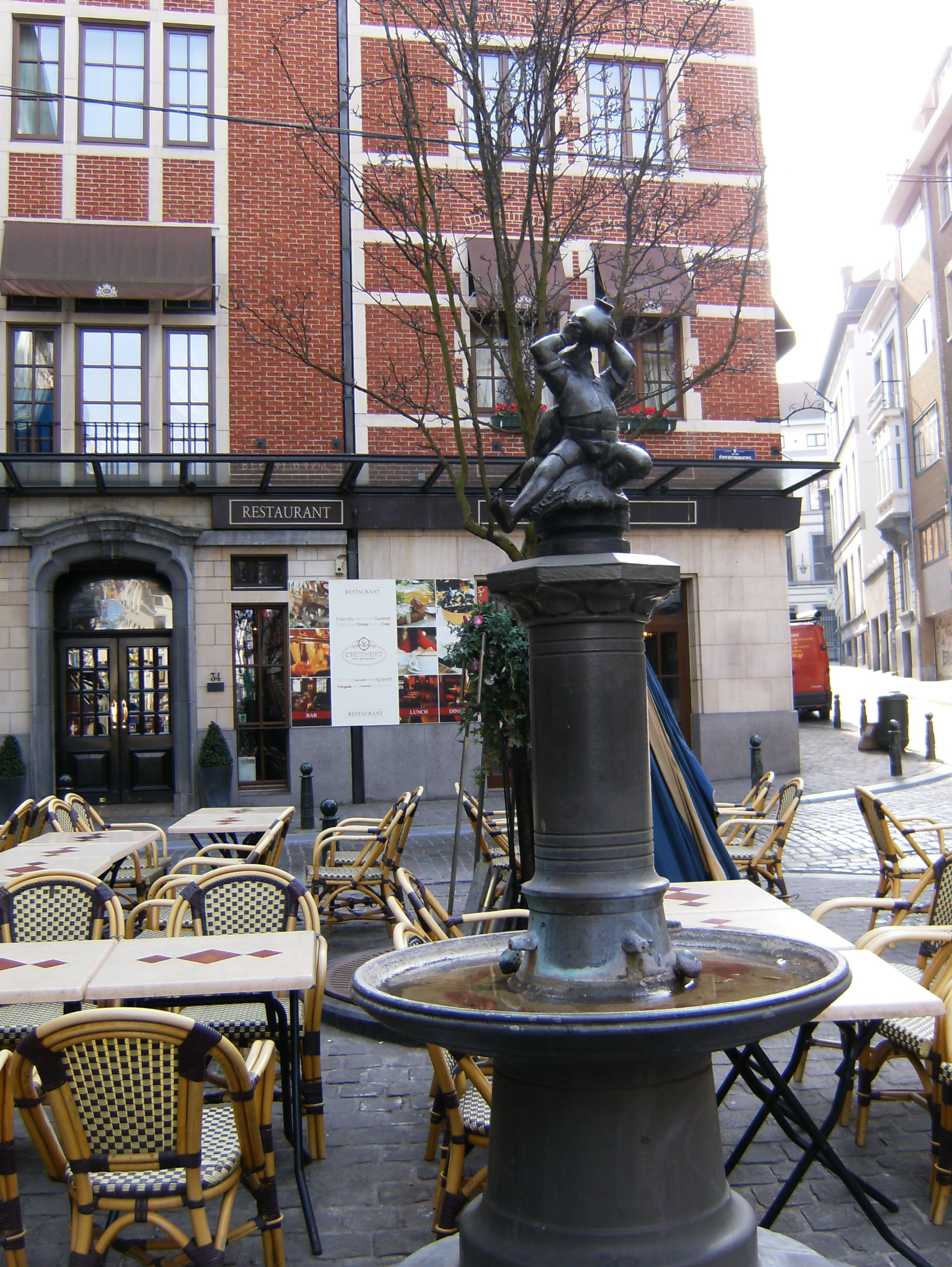

L'abreuvoir La Moisson est une fontaine d'eau potable à faible débit située dans le pentagone de la ville de Bruxelles, à l'angle de la rue des Éperonniers et de la rue du Marché aux Fromages.
Il s'agit de l'un des abreuvoirs breugheliens qui parsèment le territoire du centre de la ville de Bruxelles. En effet, la sculpture représente un détail d'un tableau de Pieter Brueghel l'Ancien intitulé La Moisson. 
L'auteur de cette sculpture est Jos De Decker.